# Cylone
I Cyloni (in originale Cylon) sono una razza di robot senzienti protagonisti della serie fantascientifica Galactica e del successivo remake del 2003. Il termine è un acronimo per Cybernetic Life-form Node.

## Serie del 1978
Nella serie originale i Cyloni sono stati creati da una razza di rettili, anch'essi detti Cyloni, basandosi sull'aspetto di un essere umano. In seguito tuttavia i Cyloni si ribellarono ed annientarono interamente i loro padroni, a causa della misteriosa influenza del Conte Iblis, Essere di Luce ribelle (figura assimilabile al Lucifero cristiano; Iblīs è, infatti, il nome con cui l'islam indica il diavolo). I Cyloni in seguito svilupparono un odio viscerale verso l'umanità, che portò allo scoppio della Guerra dei Mille Anni, conflitto che si concluse con la distruzione di tutte le forze militari umane (eccetto la Galactica e, come verrà rivelato in L'attacco dei Cylon, la Pegasus), a causa del falso armistizio organizzato dal traditore Gaius Baltar.
I Cyloni sono divisi in cinque tipi principali.
- "Civili" Cyloni: I meno conosciuti, apparsi solo nell'episodio l'attacco dei Cylon. Sono la casta lavorativa dell'Alleanza, anche se sono capaci di combattere.
- Centurioni Cyloni: La tipologia più riconoscibile e più diffusa. Possiedono un'armatura argentata e svolgono la maggior parte delle funzioni militari dell'Alleanza, sia come fanteria che come piloti.
- Centurioni di comando: Hanno un'armatura del tutto simile ai normali centurioni, ma di colore dorato. Sono solitamente a comando dei Centurioni sottoposti su avamposti o Basi Stellari.
- Cyloni di serie IL: La "casta" più elevata tra i Cyloni, svolgono principalmente compiti di carattere amministrativo, e apparentemente riescono a provare emozioni.
- Imperatore Cylone (Imperious Leader in inglese, nella traduzione italiana del pilot Inaccessibile): Leader assoluto dei Cyloni, viene eletto tra i Cyloni di serie IL in seguito alla distruzione del precedente Imperatore. La voce dell'Imperatore è la stessa del Conte Iblis, come viene scoperto nel doppio episodio Guerra tra Bene e Male.

Esistono tre tipi conosciuti di navi stellari Cyloni.
- Base Stellare (Basestar nella versione originale): Controparte delle Battlestar coloniali, è sia una nave da guerra armata pesantemente sia una base per centinaia di caccia Cyloni.
- Caccia: Analogo ai Viper, necessita di tre Centurioni per essere pilotato.
- Tanker: Navi capaci di trasportare carburante ed altri beni, utilizzati nel pilot come rifornimento per la flotta Cylone.

## Serie del 2003
Nel remake della serie tv ideato da Ronald D. Moore, i cyloni sono una creazione dell'uomo, robot bipedi senzienti utilizzati principalmente per i lavori pesanti e nei conflitti delle Dodici Colonie prima che queste fossero unite sotto un unico governo dagli Articoli di Colonizzazione.
I cyloni si ribellarono ai loro padroni, scatenando una lunga e sanguinosa guerra tra le macchine e gli uomini. Dopo circa dieci anni di conflitto, le due parti dichiararono un armistizio e i cyloni lasciarono le colonie per stabilirsi su un pianeta che fosse solo loro.
Ma l'odio e l'invidia dei cyloni nei confronti dell'umanità rimase covato profondo nel loro programma. Nei quarant'anni successivi alla prima guerra, i cyloni si evolsero sviluppando nuovi modelli dalle sembianze totalmente umane e progettando un elaborato piano per la distruzione delle Dodici Colonie attraverso bombardamento nucleare, sabotaggio e infiltrazione nella loro società. I cyloni tornarono al termine di quarant'anni di pace, annientando la Flotta Coloniale, distruggendo le Dodici Colonie e spazzando via l'intera popolazione umana, eccetto 48.000 persone. Questi sopravvissuti, scortati dalla sola nave da guerra rimasta, il Galactica, abbandonarono le colonie occupate per non farvi mai più ritorno.

### Storia dei cyloni
L'origine dei Cyloni viene spiegata nella miniserie Caprica ed ha origine circa 58 anni prima della distruzione dei loro mondi, gli umani delle Dodici Colonie coronarono il loro progresso tecnologico con la loro più unica creazione, i cyloni. Macchine senzienti, i cyloni furono costruiti allo scopo di eseguire quei lavori che gli umani non desideravano più fare e vennero usati di conseguenza nella manodopera pesante e nelle guerre che sporadicamente scoppiavano tra le varie colonie.

### Specie cyloni
Si distinguono in Centurioni e in Cyloni Umani definiti in maniera dispregiativa anche skinjob (lavori in pelle in italiano).
I Cyloni Umani furono creati su Kobol, costituivano la tredicesima colonia, 4000 anni prima dell'inizio della serie abbandonarono Kobol e raggiunsero la Terra, creando una prima tipologia di Centurioni. Tuttavia fra i membri della tredicesima tribù e i centurioni scoppiò una guerra a cui sopravvissero solo 5 scienziati noti come gli Ultimi Cinque.
Una seconda tipologia di Centurioni furono creati invece su Caprica, allo scopo di facilitare la vita degli esseri umani. La mente dietro la loro realizzazione fu Daniel Graystone.

#### La guerra cylone
Venne il giorno in cui i servi si ribellarono ai loro padroni, e la Guerra cylone ebbe inizio. Gli umani risposero unificando le loro Colonie in una repubblica federale (con gli Articoli di Colonizzazione) e costruirono navi da guerra e caccia chiamati Viper per combattere i cyloni. Allo stato attuale, non è stata fornita alcuna spiegazione su come e perché i cyloni si rivoltarono.
La guerra durò all'incirca 12 anni, portando le Colonie vicine alla caduta. Ma il logoramento di entrambe le parti portò infine alla dichiarazione di un armistizio, a seguito del quale i Cyloni abbandonarono le Dodici Colonie in cerca di un mondo che fosse solamente loro.
I Cyloni furono creati dagli esseri umani per aiutarli su Kobol prima e successivamente nelle Tredici Colonie. In una di queste, la Terra (abitata da Cyloni dall'aspetto umano) i Centurioni Cyloni, stanchi di esser schiavizzati si ribellarono e nuclearizzarono la Terra. Sopravvissero solo cinque Cyloni che partirono alla volta delle Dodici Colonie per metterle in guardia nel non commettere lo stesso identico errore. Dopo 2000 anni di viaggio il loro arrivo avvenne troppo tardi, la ribellione era già cominciata. La guerra cylone si concluse all'incirca quarant'anni prima degli eventi narrati nella prima stagione di Battlestar Galactica e coinvolse i primi modelli Cyloni in rivolta contro il loro ruolo di servi nelle Dodici Colonie. Mentre i Cyloni usavano Caccia e Astrobasi, le Colonie svilupparono le prime navi da guerra, tra cui il Galactica. La guerra cylone iniziò quando i "figli bastardi dell'umanità", i Cyloni, si ribellarono contro i loro "genitori" umani. La loro rivolta causò la morte di migliaia di persone, se non milioni. Attraverso le Dodici Colonie, i Cyloni scatenarono una guerra che durò parecchi anni. Il conflitto fu combattuto sia nello spazio che sul suolo coloniale. La guerra portò all'unione delle Dodici Colonie e che i Cyloni le abbandonarono per trovare un loro mondo al termine della guerra. Lo scontro stava andando abbastanza male per i Coloniali, poiché erano incalzati incessantemente dai Cyloni e ogni offensiva coloniale si rivelava un fallimento. Il punto di svolta fu, nel YR58, il decimo anno di guerra, l'offensiva Ghost Fleet, che spazzò via ogni singola base cylone nel raggio di 5 settori e mise i Cyloni sulla difensiva. È noto che, dopo dieci anni di guerra, entrambe le parti erano ormai abbastanza esauste da far dichiarare un armistizio generale. A questo seguirono probabilmente gli Accordi di Pace di Cimtar, al seguito dei quali i Cyloni abbandonarono lo spazio coloniale per trovare un mondo che potesse essere solamente loro. I Cyloni nelle ultime fasi della guerra stavano approntando una superarma misteriosa. Il giorno della firma dell'armistizio, il giovane William "Husker" Adama, abbattuto in battaglia, scopre su un pianeta freddo e desolato dei prigionieri umani sopravvissuti dell'astronave Diana che sono stati usati per l'esperimento cylone. Ciò che è stato creato nel laboratorio è stato portato via dai Cyloni a seguito dell'armistizio. Venne costruita una remota stazione stellare, nota come Stazione dell'Armistizio, dove le Colonie e i Cyloni potessero incontrarsi per mantenere relazioni diplomatiche. Tuttavia, nei quarant'anni successivi, i Cyloni non inviarono mai alcun delegato. L'armistizio fu rotto dai Cyloni 40 anni dopo, con l'attacco alle Dodici Colonie. Poiché gli Articoli di Colonizzazione furono firmati 52 anni prima del nuovo attacco dei Cyloni, è probabile che fu proprio la guerra a favorire l'unificazione governativa delle Dodici Colonie, che prima di allora agivano come nazioni indipendenti. Tra i veterani della guerra sono inclusi William Adamo, Saul Tigh e Socrata Thrace.

#### Ritorno a casa
Nel frattempo, dopo un viaggio durato più di duemila anni (non avevano la tecnologia dei salti iperluce, ma potevano rigenerarsi a bordo della loro nave), i cinque scienziati Cyloni raggiunsero le dodici colonie, probabilmente nel periodo della prima guerra contro i centurioni, e aiutarono i centurioni a realizzare modelli come i cinque scienziati, di natura organica, per poter ricreare la loro razza e per poter porre fine alla guerra poiché credevano che creando cyloni senzienti e dotati di sentimenti umani si sarebbe arrivati ad un accordo definitivo con gli umani. Dopo aver creato i primi modelli, John (Cavil) il Numero Uno, fatto a immagine del padre di Ellen (una dei cinque scienziati cyloni), invidioso del modello Numero Sette, Daniel, un artista sensibile, molto amato da Ellen, contaminò il liquido amniotico in cui crescevano i modelli Sette e li distrusse per sempre corrompendo anche la sua formula genetica. Poi imprigionò i cinque scienziati, smemorizzò loro i ricordi del passato, instillò loro nuovi ricordi e li spedì sulle Dodici Colonie perché soffrissero le pene della razza umana che lui gli avrebbe inflitto. Poi riprogrammò gli altri modelli organici a non pensare mai ai loro cinque creatori. John fece in modo che i modelli cyloni venissero "prodotti" in serie per singolo modello, ma ognuno di loro sviluppò una coscienza unica che spesso andò in contrasto con esemplari dello stesso modello e con gli altri modelli. Senza un esame specifico delle caratteristiche biologiche è quasi impossibile determinare la differenza tra un cylone umanoide e un umano.
I cyloni revisionarono anche l'originale modello di soldato robotico, il senziente Centurione cylone Modello 0005, creandone una versione più agile e pericolosa, conosciuta semplicemente come Centurione cylone. A differenza della versione originale, tuttavia, il nuovo modello Centurione fu progettato come essere senziente, ma provvisto di un "inibitore" delle "funzioni superiori", poiché i cyloni umanoidi volevano evitare che questi nuovi modelli potessero eventualmente ribellarsi, come le versioni originali avevano fatto contro gli umani.
I cyloni, durante il loro esilio, avevano però continuato a nutrire un profondo odio nei confronti dei loro vecchi padroni umani e continuavano a bramare vendetta. Consapevoli che le forze coloniali avrebbero resistito senza troppa difficoltà a un'azione militare diretta, i cyloni elaborarono un intricato piano per infiltrarsi nei sistemi operativi delle navi coloniali, lasciando backdoor che potessero essere usate per disattivare ogni singolo vascello. Il piano, che comportava anche l'infiltrazione di agenti cyloni nella società delle Colonie, richiese come minimo 3-4 anni per essere completato, ma alla fine ebbe successo: la Flotta Coloniale fu distrutta, le Colonie stesse pesantemente bombardate con armi nucleari e l'umanità quasi completamente spazzata via, eccetto per un manipolo di sopravvissuti (poco meno di 50.000) scampati all'Olocausto a bordo di una Flotta che abbandonò per sempre lo spazio coloniale.
I cyloni continuarono ad usare reti neurali di silicio come parte della loro struttura neurale. Questa tecnologia si rivelò vulnerabile ad uno specifico tipo di radiazioni rilevato presso l'Ancoraggio Ragnar, rivelando ai Coloniali l'esistenza dei cyloni umanoidi.
Le forze cyloni che si scontrarono con il Galactica presso Ragnar furono in grado, grazie a una precedente infiltrazione a bordo della nave Olympic Carrier, di inseguire e attaccare quasi senza pausa i Coloniali per cinque giorni dopo la Battaglia di Ragnar, perdendo poi la possibilità di tracciare la Flotta quando il Carrier venne finalmente scoperto quale "nave faro" e distrutto.
I cyloni seguono una religione monoteistica ereditata dalla Chiesa monade, l'unica religione che li vedeva come esseri dotati di diritti. Tra i vari comandamenti, la loro fede prescrive di trovare la via per la riproduzione biologica come parte del loro mandato di rimpiazzare l'umanità. Tuttavia la riproduzione tra cyloni era impossibile, quindi, dopo la distruzione delle Colonie, occuparono parte di esse, sterminando le ultime sacche di resistenza rimaste e imprigionando le donne in luoghi conosciuti come Fattorie, centri di ricerca genetica per la fertilizzazione umana con DNA cylone nella speranza di creare un ibrido umano-cylone. Le Fattorie si rivelarono però un insuccesso, al quale i cyloni risposero cercando di legare emotivamente un cylone umanoide con un umano, sperando che l'amore potesse portare al risultato desiderato.
L'esperimento, al contrario delle Fattorie, fu un successo, ma sfuggì rapidamente di mano ai cyloni. Il primo ibrido umano-cylone, Hera Agathon, nacque da un modello ribelle Numero Otto e dal Tenente Karl "Helo" Agathon in totale sicurezza a bordo della flotta Coloniale.